# Trésor de Sicyone
Le trésor de Sicyone est un monument de la Grèce antique construit au sein du sanctuaire panhellénique de Delphes durant la première moitié du VIe siècle av. J.-C., à l'époque archaïque. L'édifice à caractère « civique », consacré et destiné à accueillir les offrandes faites par la cité-État grecque de Sicyone, présente une architecture de style dorique et est affecté d'un plan au sol de type canonique (rigoureusement normé). Le trésor sicyonien de Delphes, conçu en tuf, a été érigé sur deux bâtiments qui lui sont antérieurs : une tholos et un temple monoptère (en) (ou monopteros). Ces deux édifices, aux éléments réemployés, ont été mis en évidence dans les assises du trésor lors de fouilles opérées à la fin du XIXe siècle et au début du XXe siècle,,.

## Localisation et situation

Situation du trésor sicyonien sur le plan du sanctuaire panhellénique de Delphes
Période archaïque
Période classique
Période hellénistique
Période romaine
1. Temple d'Apollon ; 14. Trésor d'Athènes ; 15. Trésor de Siphnos ; 16. Trésor de Sicyone ; 28. Colonne des Naxiens ; 29. Colonne serpentine de Platées ; 33. Exèdre des rois d'Argos ; 40. Voie sacrée.

Dans sa description de Delphes, l'écrivain et géographe grec Pausanias situe et décrit brièvement le trésor de Sicyone au sein du sanctuaire panhellénique ainsi :

« Le trésor des Sicyoniens est tout auprès de l'offrande des Tarentins ; il n'y reste plus de richesses, non plus que dans les autres trésors. [...] Ces statues [celles de Triopas, Latone, Apollon et Diane offertes par la cité de Cnide ] sont vers le trésor des Sicyoniens. »

— Pausanias le Périégète, livre X, chapitre XI, paragraphes 1 et 2.

## Histoire

### Constructions
La complexité de l'histoire de la construction du trésor des sicyoniens destiné à accueillir des ex-votos de leur cité-État au sein du sanctuaire de Delphes tend à induire que le terme de « trésor » peut recouvrir l'ensemble des trois bâtiments érigés dans la seconde moitié du VIe siècle av. J.-C. au même emplacement — la tholos, le monoptère et le « récent » ou actuel trésor,,,.

#### Contexte historique
L'histoire de la construction des trois bâtiments offerts par les sicyoniens au sanctuaire de Delphes s'inscrit dans la continuité de la contribution de Clisthène à la victoire des amphictyoniens face à la cité-état de Kirrha, durant la première guerre sacrée,,.

## Architecture et description

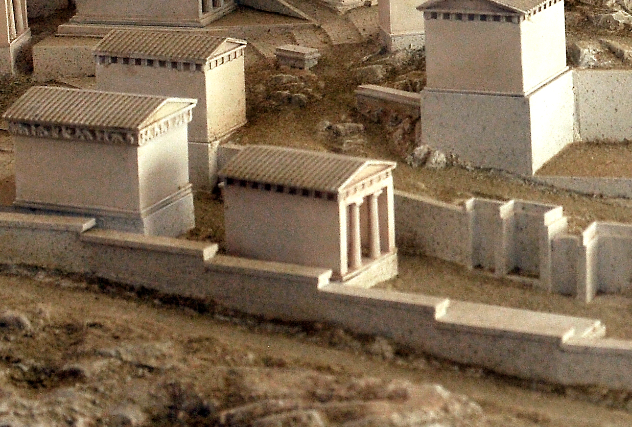
Reconstitution du trésor de Sicyone (ici visible au centre), au sein du sanctuaire de Delphes.

### Latholos
La tholos, construite vers 580 av. J.-C., précède le monopteros et le trésor,. L'élévation de ce monument aurait été probablement réalisée sous l'impulsion de Clisthène, tyran de Sicyone, après la première guerre sacrée,. Le bâtiment cultuel présente une assise circulaire de 6,3 m, la cella mesurant 3,54 m de diamètre,. La tholos est pourvue d'une colonnade comprenant 13 colonnes couronnée d'une architrave, ces deux éléments formant un ensemble architectural de style dorique,. La cella, de forme circulaire, est close de murs appareillés de pierres de taille atteignant une hauteur de 4,04 m. Elle est percée d'une porte,.

### Lemonopteros

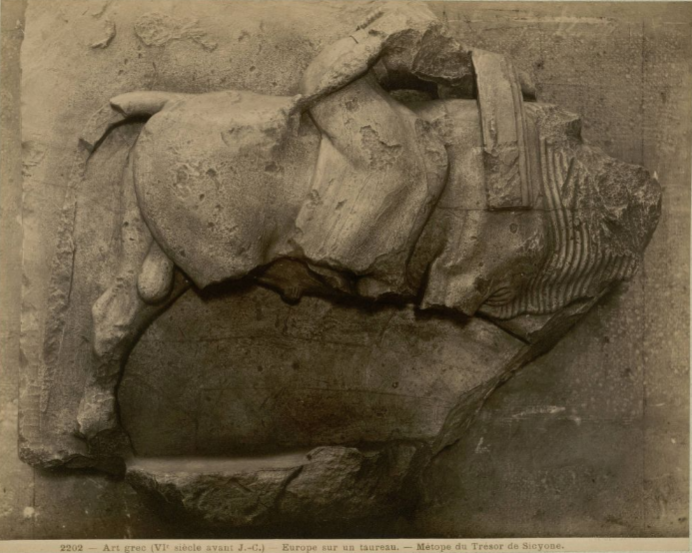
Métope mis en évidence des fondations du trésor de Sicyone.

Le monopteros se déploie sur 4 × 5 m,. Il est doté d'une colonnade disposant de 14 colonnes conçues d'un seul bloc et s'élevant à une hauteur de 2,78 m,. La partie sommitale, l'entablement, repose entièrement sur ces colonnes, le monopteros étant dépourvu de murs,. La frise de son architrave, datée d'environ 560 av. J.-C., comporte 14 métopes chacun orné d'une scène sculptée en bas-relief,. Ces scènes trouvent leur inspiration, essence, écho dans la thématique héroïque gréco-antique,. La structure du monopteros tend à fonder l'hypothèse que le bâtiment ait accueilli en son sein un ex-voto, possiblement le quadrige utilisé par Clisthène lors de sa course victorieuse effectuée au cours de la première édition des jeux Pythiques, organisés à Delphes en 582 av. J.-C.,

### Le trésor
Le bâtiment présente un style d'architecture dorique, plus précisément « distyle in antis (en) »,,. Le temple sicyonien comporte un vestibule suivi d'une cella affectée d'une forme carrée,,. La base de la cella a été conçue en tuf dont les blocs ont été extraits au sein de carrières localisées et exploitées entre les états de Corinthe et de Sicyone,,.
Les dimensions du trésor de Sicyone, en plan de coupe horizontale, ont été déterminées, par procédé de restitution architecturale incluant les joints d'origine ainsi que la pierre de taille formant l'encoignure sud-ouest du bâtiment (disparue), à 8,27 × 6,24 m,,,,. Les dimensions relevées au niveau des fondations et assises du monument antique sont de 8,286 m de long pour 6,28 m de large. Les blocs appareillant les deux rangées d'assises supérieur du trésor présentent des caractéristiques métrologiques équivalentes, chacun mesurant environ 3 × 1,75 pieds.